# Абдурагман Тчіані
Абдурагман Тчіані або Абдурагман Чіані (також Омар Чіані) (фр. Abdourahamane Tchiani) — командуючий президентської гвардії Нігеру, один із лідерів військового перевороту 2023 року.

## Біографія
Абдурагман Тчіані народився у 1960 році, точна дата народження невідома. За повідомленнями інформаційного агентства АПА, він родом з регіону Тіллабері, основного району набору нігерської армії на заході країни.
У 2015 році Тчіані прийняв на себе командування президентською гвардією. Тоді він був союзником президента Магамаду Іссуфу, і останній у 2018 році присвоїв йому звання генерала.
У 2021 році Тчіані очолив протидію спробі державного перевороту, коли військові спробували захопити президентський палац. Через кілька днів Іссуфу пішов у відставку та звільнив місце для демократично обраного Мохамеда Базума, який зберіг за Тчіані його посаду..
26 липня 2023 року Тчіані очолював президентську охорону, коли Базум був затриманий у президентському палаці в рамках державного перевороту. Під час цих подій він не з'являвся на публіці, але за неофіційними даними, переворот очолив саме він (за словами аналітиків, Базум планував усунути Тчіані).
28 липня Тчіані проголосив себе президентом Національної ради захисту Батьківщини у зверненні з державного телебачення. Він сказав, що переворот було здійснено, щоб уникнути «поступової та неминучої загибелі» країни, і що Базум намагався приховати сувору реальність. Тчіані розкритикував урядову безпекову стратегію за її неефективність, але не назвав терміни повернення до цивільного правління.